# Capilla de Santa Francisca Romana y Santa Úrsula (Mezquita-catedral de Córdoba)

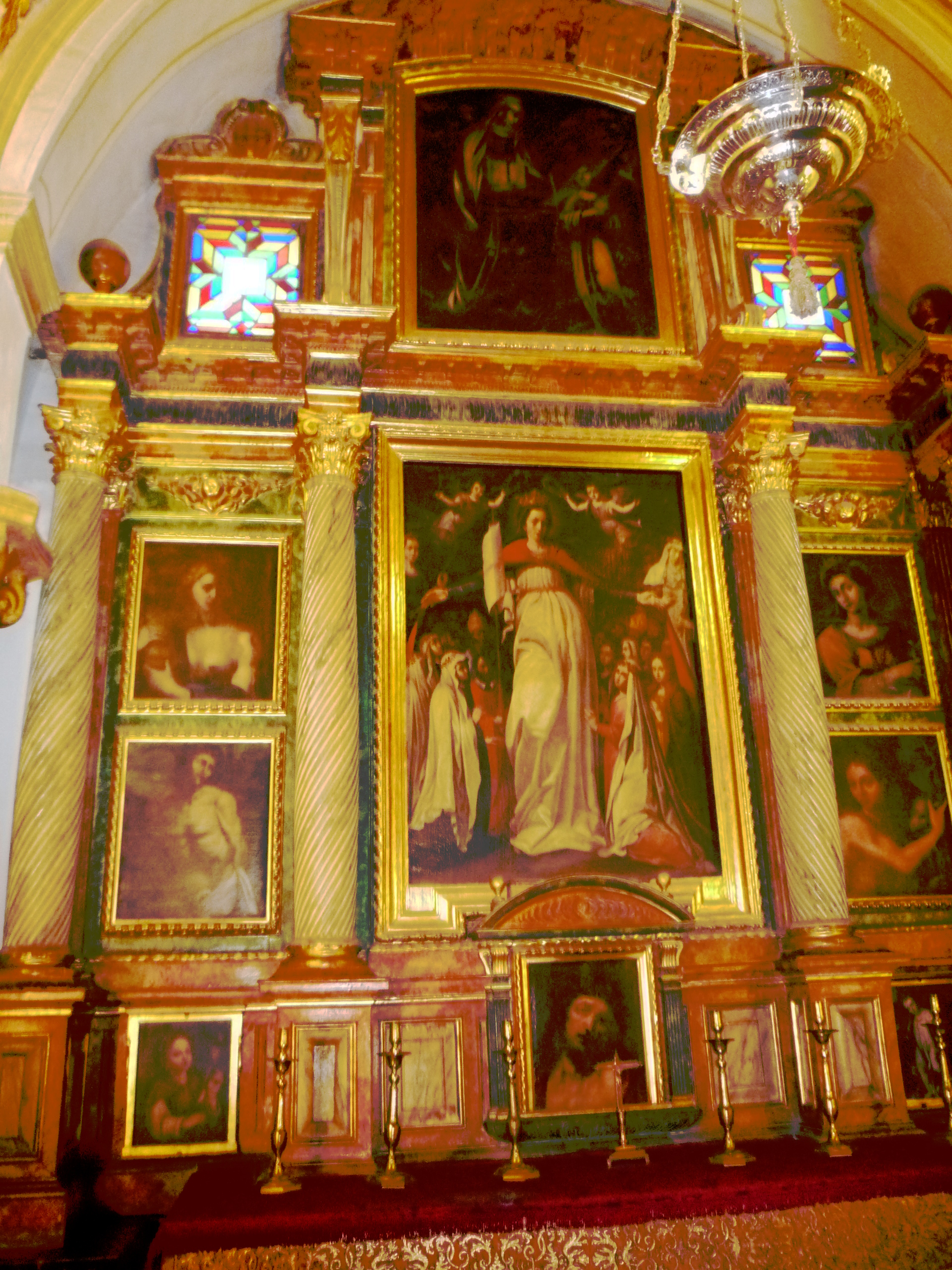
Retablo de la capilla.

La capilla de Santa Francisca Romana y Santa Úrsula de la Mezquita-Catedral de Córdoba (España) se encuentra ubicada entre las capillas del muro norte del templo catedralicio cordobés.

## Historia
Fue fundada en el año 1614 por el canónigo racionero Miguel Bermúdez, que precisamente se hallaba en Roma en 1608, cuando Santa Francisca Romana fue canonizada. Miguel Bermúdez donó para el adorno de su capilla parte de las pinturas de su colección particular, si bien el paso del tiempo ha alterado considerablemente lo realizado por el patrono fundador.

## Descripción
La portada se articula sobre un arco de medio punto, cuya clave se encuentra decorada con un escudo, sostenido por pilastras. En la zona superior de la portada de la capilla hay una pintura que representa a San Miguel Arcángel. La realización del retablo, que ocupa el testero frontal de la capilla, fue concertada en 1627 con el maestro Sebastián Vidal, mientras que las labores de policromía del retablo fueron realizadas en 1637 por Cristóbal Vela.
En la calle central del retablo se encuentran los lienzos que representan a las titulares de la capilla, Santa Francisca Romana y Santa Úrsula. Ambos lienzos son anónimos y fechables en torno al año 1600.
Las restantes pinturas que componen el retablo son también anónimas y posiblemente de procedencia italiana, y demuestran su realización por parte de varios autores. En las calles laterales del retablo se encuentran los lienzos en los que aparecen la Virgen Niña, el Ecce Homo, Jesús con los atributos de la Pasión, San Sebastián, San Juan, la Magdalena y Santa Catalina.
Aunque no se conserva en la capilla ninguna inscripción o lápida que lo confirme, está documentado que en esta capilla recibió sepultura a su muerte el magistral de la Catedral de Córdoba Juan Gómez Bravo, oriundo de Cabeza del Buey (Badajoz), y que antes había sido canónigo lectoral de la Catedral de Badajoz. Este canónigo publicó una de las obras más importantes que se hayan escrito sobre la historia de la Diócesis de Córdoba, llamada, «Catálogo de los Obispos de Córdoba», que fue dedicado en 1739 al obispo Pedro Salazar y Góngora. Pero el libro no fue terminado hasta el pontificado del sucesor del anterior, el obispo-virrey Antonio Caballero y Góngora.